# 카를 빌헬름 라인무트
| 참조 § 발견된 소행성 목록 |

카를 빌헬름 라인무트(1892년 4월 4일~1979년 5월 6일)는 395개에 달하는 소행성을 발견한 독일의 천문학자이다.

## 과학 경력
라인무트는 1912년부터 1957년까지 독일 남부의 쾨니히스툴(Königstuhl) 언덕의 하이델베르크 천문대(독일어: Landessternwarte Heidelberg-Königstuhl)에서 천문학자로 일하였다. 1947년부터 1950년까지 하이델베르크 대학의 천문 연산 연구소(독일어: Astronomisches Rechen-Institut; ARI)의 소행성 그룹의 멤버였고, 1957년 은퇴 전까지 하이델베르크 천문대에서 "Oberobservator" 즉 수석 관측사가 되었다. 라인무트는 사진 건판 상에서 소행성 위치에 대하여 12,500개 이상의 정밀한 위치천문학적 측정 값을 얻었는데 이는 컴퓨터 기반의 도움이 오기 전에는 방대한 작업이었다.

## 명예
주벨트 외부의 소행성인 1111 라인무티아는 1912년 그에 의해 하이델베르크에서 발견된 후, 그의 이름을 따서 명명되었다(H 104).

## 발견
그의 발견 중에서 가장 주목할만한 것은 두 개의 근지구 천체(NEOs) 즉, 소행성군 중에서 약 8,000개의 천체로 구성된 근지구 천체(NEO) 범주 내의 가장 큰 그룹인 아폴로 소행성군의 이름이 된 1862 아폴로와 2003년에 재발견될 때까지 반세기 이상 동안 유실된 소행성으로 뿐만아니라 그 기간 동안 번호 없이 이름만 붙여진 소행으로 유명한 69230 헤르메스로 유명하다.
그는 또한 911 아가멤논, 1143 오디세우스, 1172 애네아스, 1173 안키세스, 1208 트로일루스, 1404 아작스, 1437 디오메데스 및 1749 텔라몬을 포함한 몇 개의 대형 목성 트로이 소행성을 발견했다. 제2차 세계 대전 중인 1942년 그가 발견한 주벨트 소행성인 5535 안네프랑크는 2002년에 스타더스트 우주선이 방문하였다. 그의 가장 작은 번호의 작은 행성 발견은 메인벨트의 중간 영역의 소행성인 796 사리타이다. 라인무트는 목성 계열의 주기 혜성인 30P/라인무트와 44P/라인무트를 발견하였다.

### 메타 명명
라인무트에 의해 발견된 소행성 (1227) ~ (1234)의 철자의 머릿글자를 나열하면 "G. Stracke"의 이름이 된다. 독일의 천문학자 및 궤도 계산자인 구스타프 슈트락케(Gustav Stracke)는 어느 소행성에도 자신의 이름을 붙이지 않도록 요청하였는데, 이러한 메타 명명의 방식으로 라인무트는 그의 희망을 존중하면서도 그를 명예롭게 할 수 있었다:
- 1227 게라늄(Geranium)
- 1228 스카비오사(Scabiosa)
- 1229 틸리아(Tilia)
- 1230 리케이아(Riceia)
- 1231 아우리쿨라(Auricula)
- 1232 코르투사(Cortusa)
- 1233 코브레시아(Kobresia)
- 1234 엘리나(Elyna)

### 발견된 소행성 목록
카를 라인무트는 소행성 센터에 의하여 제2차 세계대전의 종전 및 여파로 인한 1943년 4월부터 1949년 7월까지의 일시 중단을 포함하여 1914년 - 1957년 동안 이루어진 395개의 소행성 발견자로 인정되었다.
| 796 사리타   | 1914년 10월 15일 |
| 799 구들라   | 1915년 3월 9일   |
| 864 아아세   | 1921년 9월 30일  |
| 909 우라     | 1919년 2월 7일   |
| 910 안네리세 | 1919년 3월 1일   |
| 911 아가멤논 | 1919년 3월 19일  |
| 913 오틸라   | 1919년 5월 19일  |
| 918 이타     | 1919년 8월 22일  |
| 920 로게리아 | 1919년 9월 1일   |
| 921 요비타   | 1919년 9월 4일   |
| 922 슐루티아 | 1919년 9월 18일  |
| 923 헬루가   | 1919년 9월 30일  |
| 924 토니     | 1919년 10월 20일 |
| 926 임힐데   | 1920년 2월 15일  |
| 928 힐드룬   | 1920년 2월 23일  |
| 929 알군데   | 1920년 3월 10일  |
| 933 수시     | 1927년 2월 10일  |
| 935 클리비아 | 1920년 9월 7일   |
| 936 쿠리군데 | 1920년 9월 8일   |
| 937 베트게아 | 1920년 9월 12일  |

| 938 클로신데   | 1920년 9월 9일   |
| 939 이스베르가 | 1920년 10월 4일  |
| 940 코르둘라   | 1920년 10월 10일 |
| 942 로밀다     | 1920년 10월 11일 |
| 943 베고니아   | 1920년 10월 20일 |
| 948 유쿤다     | 1921년 3월 3일   |
| 950 아렌사     | 1921년 4월 1일   |
| 954 리         | 1921년 8월 4일   |
| 955 알스테데   | 1921년 8월 5일   |
| 956 엘리사     | 1921년 8월 8일   |
| 957 카멜리아   | 1921년 9월 7일   |
| 958 아스플린다 | 1921년 9월 28일  |
| 959 아르네     | 1921년 9월 30일  |
| 960 비르기트   | 1921년 10월 1일  |
| 961 군니       | 1921년 10월 10일 |
| 962 아스뢰그   | 1921년 10월 25일 |
| 963 이두베르가 | 1921년 10월 26일 |
| 968 페튜니아   | 1921년 11월 24일 |
| 970 프리뮬라   | 1921년 11월 29일 |
| 973 아랄리아   | 1922년 3월 18일  |

| 974 리오바      | 1922년 3월 18일  |
| 979 일세와      | 1922년 6월 29일  |
| 983 구닐라      | 1922년 7월 30일  |
| 984 그레티아    | 1922년 8월 27일  |
| 985 로시나      | 1922년 10월 14일 |
| 987 발리아      | 1922년 10월 23일 |
| 994 오틸드      | 1923년 3월 18일  |
| 997 프리스카    | 1923년 7월 12일  |
| 998 보데아      | 1923년 8월 6일   |
| 999 자치아      | 1923년 8월 9일   |
| 1000 피아치아   | 1923년 8월 12일  |
| 1003 릴로피     | 1923년 9월 13일  |
| 1009 시레네     | 1923년 10월 31일 |
| 1010 말린       | 1923년 11월 12일 |
| 1011 라오다미아 | 1924년 1월 5일   |
| 1012 사레마     | 1924년 1월 12일  |
| 1014 셈피라     | 1924년 1월 29일  |
| 1015 크리스타   | 1924년 1월 31일  |
| 1016 아니트라   | 1924년 1월 31일  |
| 1018 아놀다     | 1924년 3월 3일   |

| 1019 슈트락케아 | 1924년 3월 3일   |
| 1020 아르카디아 | 1924년 3월 7일   |
| 1023 토마나     | 1924년 6월 25일  |
| 1025 리에마     | 1923년 8월 12일  |
| 1026 잉그리드   | 1923년 8월 13일  |
| 1035 아마타     | 1924년 9월 29일  |
| 1041 아스타     | 1925년 3월 22일  |
| 1042 아마조네   | 1925년 4월 22일  |
| 1043 비아테     | 1925년 4월 22일  |
| 1044 테우토니아 | 1924년 5월 10일  |
| 1047 게이샤     | 1924년 11월 17일 |
| 1048 페오도시아 | 1924년 11월 29일 |
| 1049 고토       | 1925년 9월 14일  |
| 1050 메타       | 1925년 9월 14일  |
| 1051 메로페     | 1925년 9월 16일  |
| 1054 포시티아   | 1925년 11월 20일 |
| 1056 아잘레아   | 1924년 1월 31일  |
| 1060 마그놀리아 | 1925년 8월 13일  |
| 1061 파에오니아 | 1925년 10월 10일 |
| 1063 아퀼레기아 | 1925년 12월 6일  |

| 1064 아에투사   | 1926년 8월 2일   |
| 1066 로벨리아   | 1926년 9월 1일   |
| 1067 루나리아   | 1926년 9월 9일   |
| 1070 투니카     | 1926년 9월 1일   |
| 1072 말바       | 1926년 10월 4일  |
| 1076 비올라     | 1926년 10월 5일  |
| 1077 캄파눌라   | 1926년 10월 6일  |
| 1078 멘타       | 1926년 12월 7일  |
| 1080 오르키스   | 1927년 8월 30일  |
| 1081 레세다     | 1927년 8월 31일  |
| 1082 피롤라     | 1927년 10월 28일 |
| 1083 살비아     | 1928년 1월 26일  |
| 1085 아마릴리스 | 1927년 8월 31일  |
| 1087 아라비아스 | 1927년 9월 2일   |
| 1091 스피라에아 | 1928년 2월 26일  |
| 1092 릴리움     | 1924년 1월 12일  |
| 1095 툴리파     | 1926년 4월 14일  |
| 1097 비키아     | 1928년 8월 11일  |
| 1100 아르니카   | 1928년 9월 22일  |
| 1101 클레마티스 | 1928년 9월 22일  |

| 1104 시린가         | 1928년 12월 9일  |
| 1105 프라가리아     | 1929년 1월 1일   |
| 1106 시도니아       | 1929년 2월 5일   |
| 1108 데메테르       | 1929년 5월 31일  |
| 1109 타타           | 1929년 2월 5일   |
| 1111 라인무티아     | 1927년 2월 11일  |
| 1119 유보에아       | 1927년 10월 27일 |
| 1126 오테로         | 1929년 1월 11일  |
| 1130 스쿨드         | 1929년 9월 2일   |
| 1131 포르치아       | 1929년 9월 10일  |
| 1138 아티카         | 1929년 11월 22일 |
| 1142 에톨리아       | 1930년 1월 24일  |
| 1143 오디세우스     | 1930년 1월 28일  |
| 1144 오다           | 1930년 1월 28일  |
| 1150 아카이아       | 1929년 9월 2일   |
| 1151 이타카         | 1929년 9월 8일   |
| 1152 파워나         | 1930년 1월 8일   |
| 1154 아스트로노미아 | 1927년 2월 8일   |
| 1155 아에나         | 1928년 1월 26일  |
| 1156 키라           | 1928년 2월 22일  |

| 1157 아라비아     | 1929년 8월 31일  |
| 1159 그라나다     | 1929년 9월 2일   |
| 1160 일리리아     | 1929년 9월 9일   |
| 1161 테살리아     | 1929년 9월 29일  |
| 1162 라리사       | 1930년 1월 5일   |
| 1163 사가         | 1930년 1월 20일  |
| 1164 코볼다       | 1930년 3월 19일  |
| 1172 애네아스     | 1930년 10월 17일 |
| 1173 안키세스     | 1930년 10월 17일 |
| 1174 마르마라     | 1930년 10월 17일 |
| 1175 마르고       | 1930년 10월 17일 |
| 1180 리타         | 1931년 4월 9일   |
| 1182 일로나       | 1927년 3월 3일   |
| 1183 유타         | 1930년 2월 22일  |
| 1184 가이아       | 1926년 9월 5일   |
| 1187 아프라       | 1929년 12월 6일  |
| 1198 아틀란티스   | 1931년 9월 7일   |
| 1200 임페라트릭스 | 1931년 9월 14일  |
| 1201 스트레누아   | 1931년 9월 14일  |
| 1204 렌치아       | 1931년 10월 6일  |

| 1205 에벨라     | 1931년 10월 6일  |
| 1206 누메로비아 | 1931년 10월 18일 |
| 1207 오스테니아 | 1931년 11월 15일 |
| 1208 트로일루스 | 1931년 12월 31일 |
| 1209 푸마       | 1927년 4월 22일  |
| 1216 아스카니아 | 1932년 1월 29일  |
| 1218 아스터     | 1932년 1월 29일  |
| 1220 크로쿠스   | 1932년 2월 11일  |
| 1223 넥카르     | 1931년 10월 6일  |
| 1227 제라늄     | 1931년 10월 5일  |
| 1228 스카비오사 | 1931년 10월 5일  |
| 1229 틸리아     | 1931년 10월 9일  |
| 1230 리케이아   | 1931년 10월 9일  |
| 1231 아우리쿨라 | 1931년 10월 10일 |
| 1232 코르투사   | 1931년 10월 10일 |
| 1233 코브레시아 | 1931년 10월 10일 |
| 1234 엘리나     | 1931년 10월 18일 |
| 1235 스코리아   | 1931년 10월 18일 |
| 1249 러더포디아 | 1932년 11월 4일  |
| 1250 갈란투스   | 1933년 1월 25일  |

| 1251 헤데라       | 1933년 1월 25일  |
| 1253 프리지아     | 1931년 10월 9일  |
| 1256 노르마니아   | 1932년 8월 8일   |
| 1257 모라         | 1932년 8월 8일   |
| 1258 시칠리아     | 1932년 8월 8일   |
| 1259 오걀라       | 1933년 1월 29일  |
| 1260 왈할라       | 1933년 1월 29일  |
| 1272 게피온       | 1931년 10월 10일 |
| 1273 헬마         | 1932년 8월 8일   |
| 1275 킴브리아     | 1932년 11월 30일 |
| 1284 라트비아     | 1933년 7월 27일  |
| 1297 콰데아       | 1934년 1월 7일   |
| 1298 녹투르나     | 1934년 1월 7일   |
| 1302 웨라         | 1924년 9월 28일  |
| 1304 아로사       | 1928년 5월 21일  |
| 1308 할레리아     | 1931년 3월 12일  |
| 1311 크노피아     | 1933년 3월 24일  |
| 1317 실브레타     | 1935년 9월 1일   |
| 1322 코페르니쿠스 | 1934년 6월 15일  |
| 1334 룬드마르카   | 1934년 7월 16일  |

| 1335 데몰리나       | 1934년 9월 7일   |
| 1346 고타           | 1929년 2월 5일   |
| 1370 헬라           | 1935년 8월 31일  |
| 1371 레지           | 1935년 8월 31일  |
| 1372 하레마리       | 1935년 8월 31일  |
| 1382 게르티         | 1925년 1월 21일  |
| 1395 아리베다       | 1936년 7월 16일  |
| 1399 테네리파       | 1936년 8월 23일  |
| 1402 에리           | 1936년 7월 16일  |
| 1404 아약스         | 1936년 8월 17일  |
| 1408 트루산다       | 1936년 11월 23일 |
| 1409 이코           | 1937년 1월 8일   |
| 1410 마그렛         | 1937년 1월 8일   |
| 1411 브라우나       | 1937년 1월 8일   |
| 1417 왈린스키아     | 1937년 4월 1일   |
| 1419 단치히         | 1929년 9월 5일   |
| 1420 래드클리프     | 1931년 9월 14일  |
| 1422 스트룀그레니아 | 1936년 8월 23일  |
| 1435 갈레나         | 1936년 11월 23일 |
| 1437 디오메데스     | 1937년 8월 3일   |

| 1438 웬드라인     | 1937년 10월 11일 |
| 1439 보그티아     | 1937년 10월 11일 |
| 1440 로스티아     | 1937년 10월 11일 |
| 1443 루피나       | 1937년 12월 29일 |
| 1457 앙카라       | 1937년 8월 3일   |
| 1466 뮌들레리아   | 1938년 5월 31일  |
| 1469 린지아       | 1938년 8월 19일  |
| 1481 튀빙기아     | 1938년 2월 7일   |
| 1482 세바스티안   | 1938년 2월 20일  |
| 1485 이사         | 1938년 7월 28일  |
| 1487 보다         | 1938년 11월 17일 |
| 1502 아렌다       | 1938년 11월 17일 |
| 1528 콘라다       | 1940년 2월 10일  |
| 1553 바우어스펠다 | 1940년 1월 13일  |
| 1556 윙골피아     | 1942년 1월 14일  |
| 1557 로엘라       | 1942년 1월 14일  |
| 1561 프릭크       | 1941년 2월 15일  |
| 1562 곤돌라치     | 1943년 3월 9일   |
| 1587 카르슈테트   | 1933년 3월 25일  |
| 1611 바이에르     | 1950년 2월 17일  |

| 1612 히로세     | 1950년 1월 23일  |
| 1624 라베       | 1931년 10월 9일  |
| 1628 스트로벨   | 1923년 9월 11일  |
| 1632 지뵈머     | 1941년 2월 26일  |
| 1635 보어만     | 1924년 3월 7일   |
| 1636 포터       | 1950년 1월 23일  |
| 1642 힐         | 1951년 9월 4일   |
| 1643 브라운     | 1951년 9월 4일   |
| 1645 워터필드   | 1933년 7월 24일  |
| 1650 헤크만     | 1937년 10월 11일 |
| 1662 호프만     | 1923년 9월 11일  |
| 1665 개비       | 1930년 2월 27일  |
| 1668 한나       | 1933년 7월 24일  |
| 1669 다그마르   | 1934년 9월 7일   |
| 1673 판후텐     | 1937년 10월 11일 |
| 1674 그뢰네벨트 | 1938년 2월 7일   |
| 1682 카렐       | 1949년 8월 2일   |
| 1691 오르트     | 1956년 9월 9일   |
| 1704 워치맨     | 1924년 3월 7일   |
| 1706 디케보스   | 1931년 10월 5일  |

| 1716 피터         | 1934년 4월 4일  |
| 1719 옌스         | 1950년 2월 17일 |
| 1720 닐스         | 1935년 2월 7일  |
| 1726 호프마이스터 | 1933년 7월 24일 |
| 1732 헤이케       | 1943년 3월 9일  |
| 1739 마이어만     | 1939년 8월 15일 |
| 1742 샤이퍼스     | 1934년 9월 7일  |
| 1749 텔라몬       | 1949년 9월 23일 |
| 1750 에커트       | 1950년 7월 15일 |
| 1759 킨르         | 1942년 9월 11일 |
| 1782 슈넬러       | 1931년 10월 6일 |
| 1785 부름         | 1941년 2월 15일 |
| 1814 바흐         | 1931년 10월 9일 |
| 1815 베토벤       | 1932년 1월 27일 |
| 1818 브람스       | 1939년 8월 15일 |
| 1820 로만         | 1949년 8월 2일  |
| 1823 글리제       | 1951년 9월 4일  |
| 1825 클레어       | 1954년 8월 31일 |
| 1849 크레사크     | 1942년 1월 14일 |
| 1850 코후테크     | 1942년 3월 23일 |

| 1862 아폴로     | 1932년 4월 24일  |
| 1880 맥크로스키 | 1940년 1월 13일  |
| 1881 샤오       | 1940년 8월 3일   |
| 1913 세카니나   | 1928년 9월 22일  |
| 1941 와일드     | 1931년 10월 6일  |
| 1944 귄터       | 1925년 9월 14일  |
| 1950 벰페       | 1942년 3월 23일  |
| 1968 멜트레터   | 1932년 1월 29일  |
| 1985 호프만     | 1929년 1월 13일  |
| 1990 필처       | 1956년 3월 9일   |
| 2018 슈스터     | 1931년 10월 17일 |
| 2022 웨스트     | 1938년 2월 7일   |
| 2057 로즈메리   | 1934년 9월 7일   |
| 2097 갈레       | 1953년 8월 11일  |
| 2136 유그타     | 1933년 7월 24일  |
| 2137 프리스킬라 | 1936년 8월 24일  |
| 2157 애쉬브룩   | 1924년 3월 7일   |
| 2158 티에첸     | 1933년 7월 24일  |
| 2181 포겔린     | 1942년 12월 28일 |
| 2214 캐롤       | 1953년 4월 7일   |

| 2235 비토레         | 1924년 4월 5일   |
| 2236 오스트레일리아 | 1933년 3월 23일  |
| 2248 칸다           | 1933년 2월 27일  |
| 2249 야마모토       | 1942년 4월 6일   |
| 2278 괴츠           | 1953년 4월 7일   |
| 2290 헬프리히       | 1932년 2월 14일  |
| 2306 바우싱거       | 1939년 8월 15일  |
| 2346 릴리오         | 1934년 2월 5일   |
| 2358 바너           | 1929년 9월 2일   |
| 2359 데베호뉴       | 1931년 10월 5일  |
| 2391 토미타         | 1957년 1월 9일   |
| 2414 바이베크       | 1931년 10월 18일 |
| 2444 레덜레         | 1934년 2월 5일   |
| 2453 와바시         | 1921년 9월 30일  |
| 2465 윌슨           | 1949년 8월 2일   |
| 2485 쉐플러         | 1932년 1월 29일  |
| 2500 알라스카탈로   | 1926년 4월 2일   |
| 2537 길모어         | 1951년 9월 4일   |
| 2560 지그마         | 1932년 2월 14일  |
| 2572 안슈넬         | 1950년 2월 17일  |

| 2591 드워레츠스키   | 1949년 8월 2일   |
| 2615 사이토         | 1951년 9월 4일   |
| 2623 제크           | 1919년 9월 22일  |
| 2637 보브로프니코프 | 1919년 9월 22일  |
| 2652 야부티         | 1953년 4월 7일   |
| 2664 에버하트       | 1934년 9월 7일   |
| 2676 아르후스       | 1933년 8월 25일  |
| 2749 월터호른       | 1937년 10월 11일 |
| 2806 그라츠         | 1953년 4월 7일   |
| 2824 프랑케         | 1934년 2월 4일   |
| 2855 바스티언       | 1931년 10월 10일 |
| 2856 뢰제           | 1933년 4월 14일  |
| 2879 시미즈         | 1932년 2월 14일  |
| 2896 프라이스       | 1931년 9월 15일  |
| 2897 올레뢰머       | 1932년 2월 5일   |
| 2942 코르디         | 1932년 1월 29일  |
| 2943 하인리히       | 1933년 8월 25일  |
| 2944 페이오         | 1935년 8월 31일  |
| 2957 타츠오         | 1934년 2월 5일   |
| 3008 노지리         | 1938년 11월 17일 |

| 3020 나우츠       | 1949년 8월 2일   |
| 3035 채임버스     | 1924년 3월 7일   |
| 3144 브로슈       | 1931년 10월 10일 |
| 3183 프란츠카이저 | 1949년 8월 2일   |
| 3219 코마키       | 1934년 2월 4일   |
| 3227 하세가와     | 1928년 2월 24일  |
| 3263 블리흐       | 1932년 2월 5일   |
| 3264 바운티       | 1934년 1월 7일   |
| 3265 플레처       | 1953년 11월 9일  |
| 3289 미타니       | 1934년 9월 7일   |
| 3295 무라카미     | 1950년 2월 17일  |
| 3370 코사이       | 1934년 2월 4일   |
| 3379 오이시       | 1931년 10월 6일  |
| 3383 고야마       | 1951년 1월 9일   |
| 3404 힌데레       | 1934년 2월 4일   |
| 3415 댄비         | 1928년 9월 22일  |
| 3416 도릿         | 1931년 11월 8일  |
| 3417 탐블린       | 1937년 4월 1일   |
| 3425 후루카와     | 1929년 1월 29일  |
| 3426 세키         | 1932년 2월 5일   |

| 3440 스탬퍼         | 1950년 2월 17일  |
| 3446 콤즈           | 1942년 3월 12일  |
| 3473 삿포로         | 1924년 3월 7일   |
| 3500 고바야시       | 1919년 9월 18일  |
| 3555 미야사카       | 1931년 10월 6일  |
| 3569 쿠몬           | 1938년 2월 20일  |
| 3644 코지타쿠       | 1931년 10월 5일  |
| 3682 웰터           | 1923년 7월 12일  |
| 3707 슈뢰터         | 1934년 2월 5일   |
| 3722 우라타         | 1927년 10월 29일 |
| 3745 페타예프       | 1949년 9월 23일  |
| 3790 레이윌슨       | 1937년 10월 26일 |
| 3911 오토모         | 1940년 8월 31일  |
| 3937 브레타뇬       | 1932년 3월 14일  |
| 3938 챕론트         | 1949년 8월 2일   |
| 3939 후루하타       | 1953년 4월 7일   |
| 3957 수기           | 1933년 7월 24일  |
| 4001 프톨레마이오스 | 1949년 8월 2일   |
| 4002 시나가와       | 1950년 5월 14일  |
| 4417 르카르         | 1931년 4월 8일   |

| 4418 프레드프랭클린 | 1931년 10월 9일  |
| 4419 앨런쿡         | 1932년 4월 24일  |
| 4421 카요르         | 1942년 1월 14일  |
| 4589 맥도웰         | 1933년 7월 24일  |
| 4615 치너           | 1923년 9월 13일  |
| 4647 슈지           | 1931년 10월 9일  |
| 4648 티리온         | 1931년 10월 18일 |
| 4650 모리           | 1950년 10월 5일  |
| 4723 볼프강매티히   | 1937년 10월 11일 |
| 4808 발라에로       | 1925년 1월 21일  |
| 4849 아르덴         | 1936년 8월 17일  |
| 4910 가와사토       | 1953년 8월 11일  |
| 4979 오타와라       | 1949년 8월 2일   |
| 5072 히로키         | 1931년 10월 9일  |
| 5152 랩스           | 1931년 10월 18일 |
| 5494 요한모어       | 1933년 10월 19일 |
| 5532 이치노헤       | 1932년 2월 14일  |
| 5535 안네프랑크     | 1942년 3월 23일  |
| 5657 그룸브리지     | 1936년 8월 28일  |
| 5658 클라우스바더   | 1950년 2월 17일  |

| 5703 헤벨리우스 | 1931년 11월 15일 |
| 5704 슈마허     | 1950년 2월 17일  |
| 6260 켈시       | 1949년 8월 2일   |
| 6808 플랜틴     | 1932년 2월 5일   |
| 6809 사쿠마     | 1938년 2월 20일  |
| 7042 카베르     | 1933년 3월 24일  |
| 7103 위크만     | 1953년 4월 7일   |
| 7449 될런       | 1949년 8월 21일  |
| 7542 존폰드     | 1953년 4월 7일   |
| 11434 로네르트  | 1931년 10월 10일 |
| (11435) 1931 UB | 1931년 10월 17일 |
| 13473 호케마    | 1953년 4월 7일   |
| (30717) 1937 UD | 1937년 10월 26일 |
| (32730) 1951 RX | 1951년 9월 4일   |
| 69230 에르메스  | 1937년 10월 28일 |

## 저서
- The Herschel nebulas, De Gruyter, Berlin 1926
- Catalog of 6.500 exact photographic positions of small planets, brown, Karlsruhe 1953

### 부고 기사
- MPBu 7 (1979) 10
- MitAG 50 (1980) 7 (독어)